# Paul Ristau
Paul Ristau (* 26. Juni 1876 in Brandenburg an der Havel; † 4. September 1961 in Dresden) war ein deutscher Politiker (SPD, USPD).

## Leben und Wirken
Ristau besuchte die Bürgerschule in Brandenburg an der Havel. Anschließend erlernte er das Glacéhandschuhmacherhandwerk. Um 1895 trat er in die Sozialdemokratische Partei Deutschlands (SPD) ein. Außerdem wurde er Gewerkschaftsmitglied. Von 1907 bis 1908 besuchte Ristau die SPD-Parteischule in Berlin. Nach dem Abschluss derselben übernahm er Funktionärsaufgaben als Arbeitersekretär in den Städten Arnstadt und Kiel sowie von 1914 bis mindestens 1920 in Dresden.
Während des Ersten Weltkriegs verließ Ristau die SPD, um sich der Unabhängigen Sozialdemokratischen Partei Deutschlands (USPD) anzuschließen, einer neugegründeten Partei, die sich vor allem aus Angehörigen des linken SPD-Flügels zusammensetzte, die mit der Kriegspolitik der SPD-Führung unzufrieden waren. 
Bei der ersten Reichstagswahl der Weimarer Republik im Juni 1920 wurde Ristau in den Reichstag gewählt, dem er bis zur Wahl vom Mai 1924 als Vertreter des Wahlkreises 31 (Dresden-Bautzen) angehörte.
Vom 1. Januar 1922 bis zum 31. März 1923 amtierte Ristau als Arbeitsminister des Landes Sachsen im Gesamtministerium Buck III.